# Накаџима Ки-27
Накаџима Ки-27 (Нејт по америчком коду) је био јапански једносједи ловац из периода пред Други свјетски рат, којег је прозводила фабрика Накаџима.

## Развој
Ловац Ки-27 је дизајниран као одговор на спецификацију из 1935. и прототип се такмичио са моделима фабрика Мицубиши и Кавасаки. Иако није био најбржи, био је најпокретљивији и одабран је за производњу. Ловац је у ствари био један од најпокретљивијих икад направљених, са врло малим оптерећењем крила од око 85 kg/m². Тежина авиона је била отприлике само половина тадашњих европских ловаца, што је плаћено лаком конструкцијом и слабим наоружањем. Јапански пилоти су ипак нерадо дочекали насљедника, Ки-43, због његове слабије (али и даље одличне) покретљивости у односу на Ки-27.

## У борби
Авион је употребљаван у кинеско-јапанском рату од 1938. и у совјетско-јапанском рату 1939. (Номонхан, Халкин Гол). Били су генерално уједначени са авионима Поликарпов И-16, а бољи од авиона И-15 у борбама. Остали су у првој линији борбе и током прве године Другог свјетског рата на Пацифику, а постепено су замијењени ловцима Ки-43 до 1943, када постају авиони за обуку. На самом крају каријере су послужили за производњу авиона за самоубилачке нападе - камиказе.

## Производња
Укупно је произведено 3399 авиона Ки-27.

## Карактеристике
- Накаџима Ки-27
- Ловац и Ловац-бомбардер
- Посада: Један пилот
- Први лет: 1936.
- Ушао у употребу: 1938.
- Произвођач: Накаџима
- Димензије
  - Дужина: 7.53 m
  - Размах: 11.3 m
  - Висина: 2.8 m
  - Површина крила: ?
- Масе
  - Празан: 1090 
  - Оптерећен: 1650 
  - Максимална полетна маса: ?
- Погонска група
  - Мотор: 
    - један, звјездасти, Накаџима Ха-1б, 710 КС, 9 цилиндара

## Перформансе
- Максимална брзина: 460
- Радијус дејства: типично око 625 Km са унутрашњим горивом
- Оперативни плафон: 10500
- Брзина уздизања: око 900 m у минути

## Наоружање
- Стрељачко:
  - 2 митраљеза 7.7 mm Тип 89 у трупу испред кабине, са ? метака сваки
- Бомбе:
  - највише 100